# PC Magazine
PC Magazine a fost o revistă de calculatoare și comunicații publicată de Ziff Davis Publishing Holdings Inc. Ultima ediție tipărită a fost în ianuarie 2009.
Din februarie 2009 revista apare numai în versiune digitală online. 
Prima ediție a apărut în ianuarie 1982 și se numea doar PC. Cuvântul Magazine a fost adăugat în ianuarie 1986 când a fost creat un nou logo. PC Magazine a fost creat de David Bunnell, Eddie Currie și Tony Gold.